# Parafia św. Mikołaja w Ugine
Parafia św. Mikołaja – parafia prawosławna w Ugine. Należy do dekanatu francuskiego eparchii chersoneskiej Rosyjskiego Kościoła Prawosławnego. Jest to parafia etnicznie rosyjska, obecnie nie prowadzi czynnej działalności.